# 남면서초등학교
남면서초등학교는 대한민국 전라남도 장성군 남면 마령리 556에 있었던 초등학교이다.

## 연혁
- 1938년 6월 11일 분향공립심상소학교 부설 간이마령학교 개교(설립인가 5월 13일)
- 1945년 11월 30일 남면서국민학교 승격
- 1982년 3월 6일 병설유치원 인가
- 1996년 3월 1일 남면서초등학교 개칭
- 1997년 2월 18일 제48회 졸업
- 1997년 3월 1일 분향초등학교로 통합